# 저스트 슛 미
《저스트 슛 미》(영어: Just Shoot Me!)는 1997년 3월 4일부터 2003년 8월 16일까지 NBC에서 방영된 미국의 시트콤 텔레비전 시리즈이다.

## 개요
보그와 유사한 가상의 패션 잡지 블러시(Blush)를 배경으로, 편집장, 기자, 사진 작가, 비서 등 블러시를 만드는 사람들의 사무실 일상을 그린다.

## 출연진
- 로라 샌저코모
- 데이비드 스페이드
- 웬디 맬릭
- 조지 시걸
- 엔리코 콜런토니
- 리나 소퍼
- 브라이언 포세인